# 지리원뿔달팽이
지리원뿔달팽이는 청자고둥과의 연체동물이다. 

## 특징
지리원뿔달팽이는 얇고 넓은 껍질이 있으며 원통형으로 팽창되어 있다. 원뿔의 길이는 약 10~15cm이다. 성체 껍데기의 크기는 43~166mm이다. 껍데기의 바탕색은 분홍색 또는 보라색을 띤 흰색이며 때때로 붉은색을 띤다. 

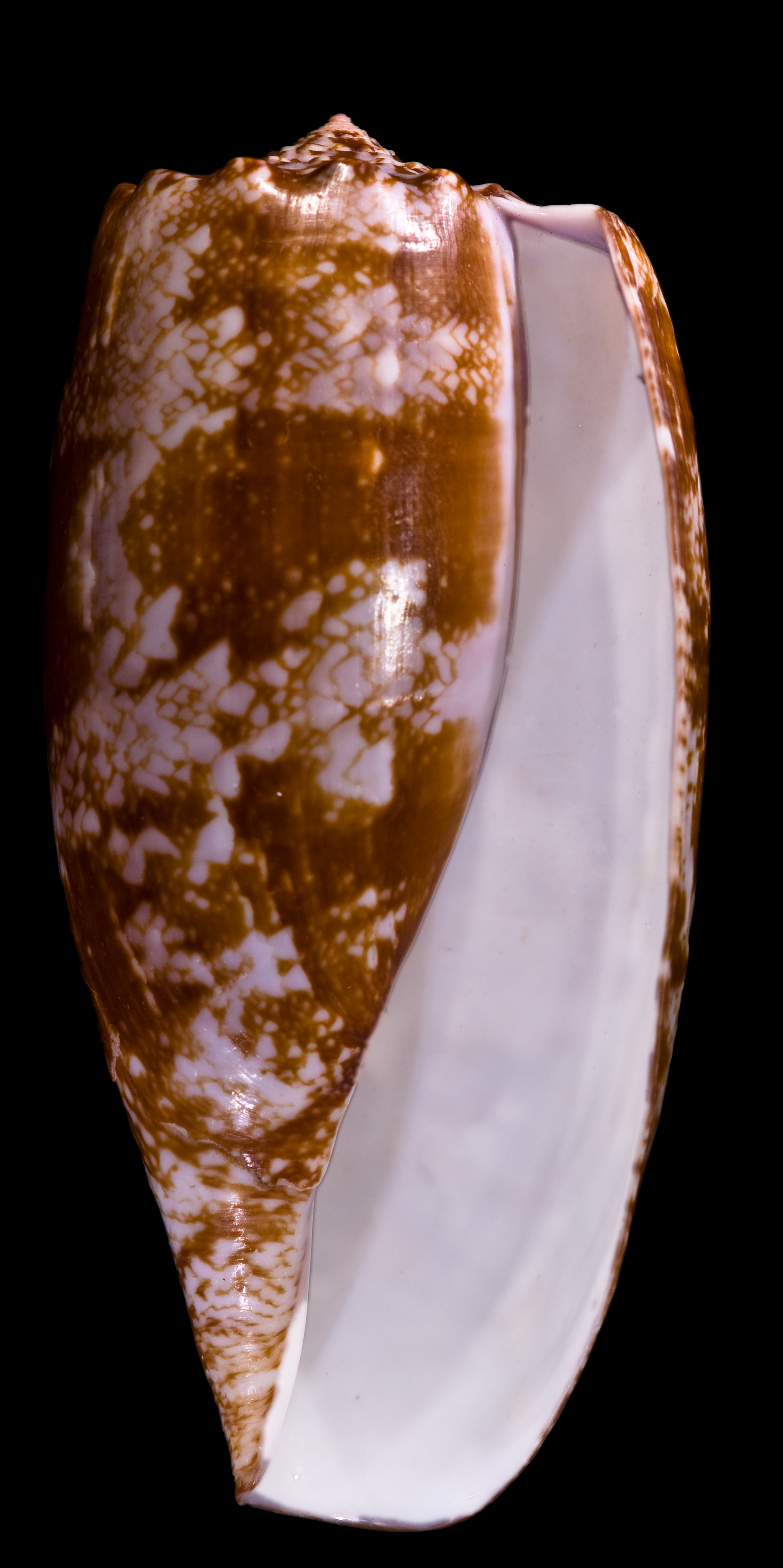
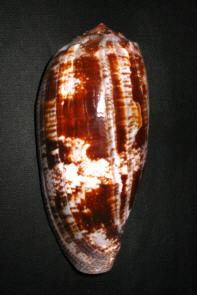
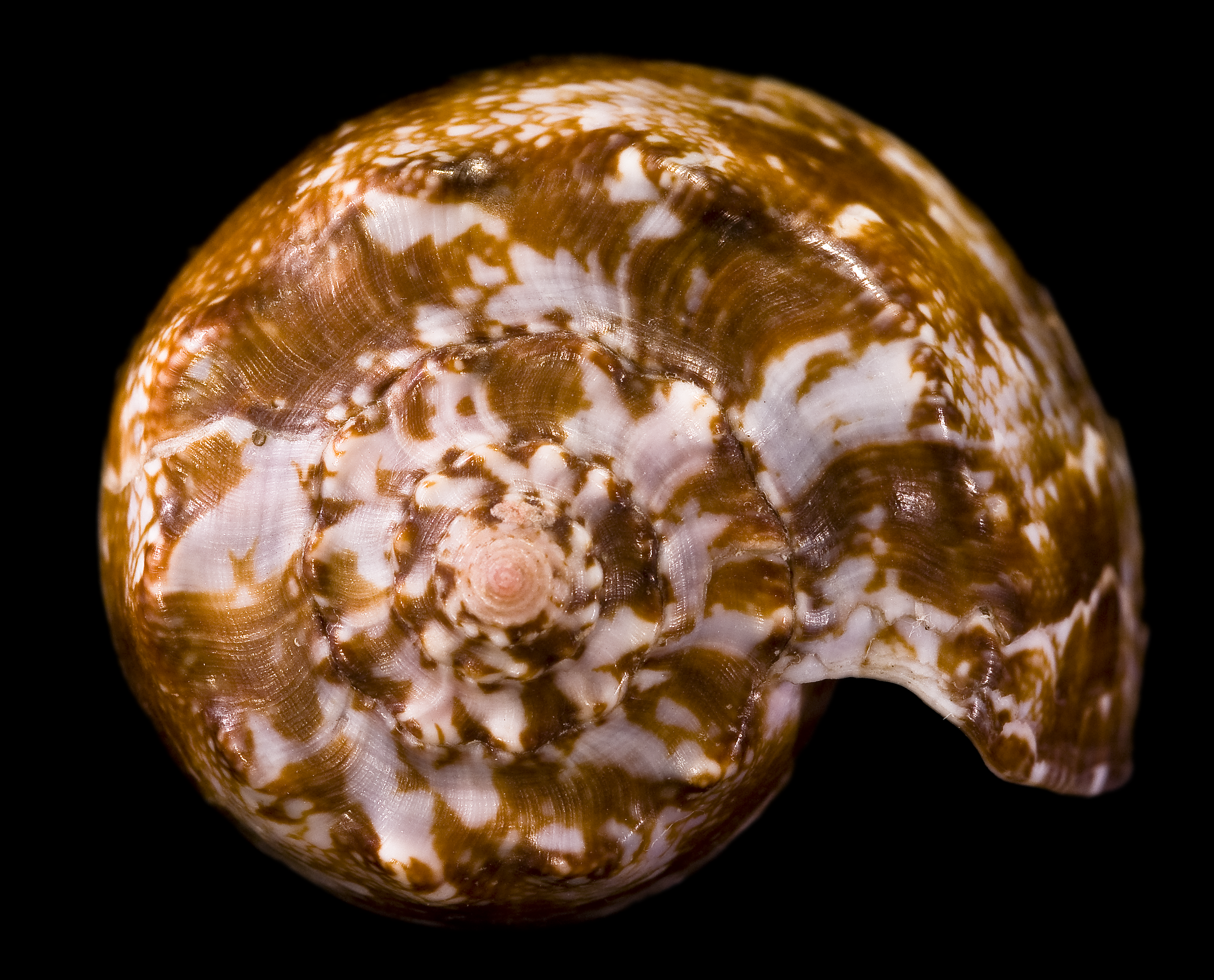

## 갤러리

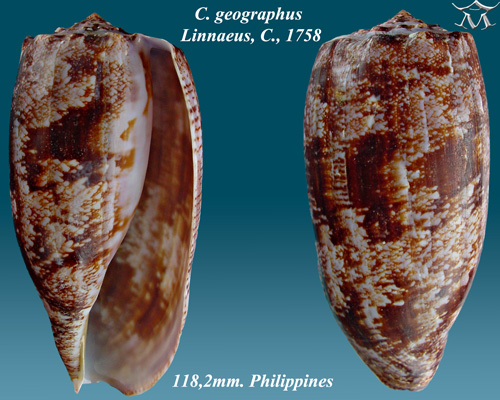
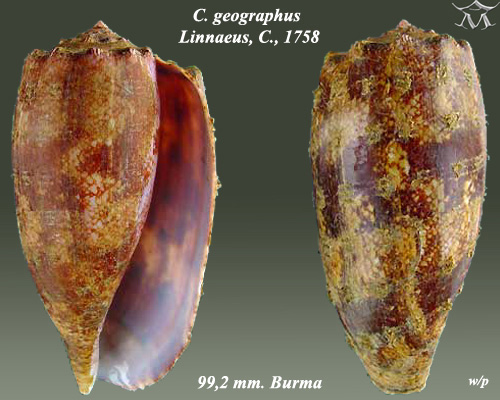
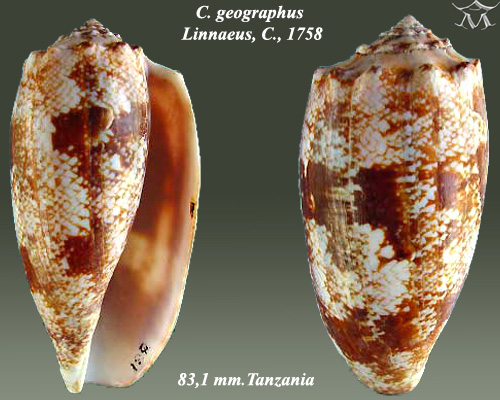
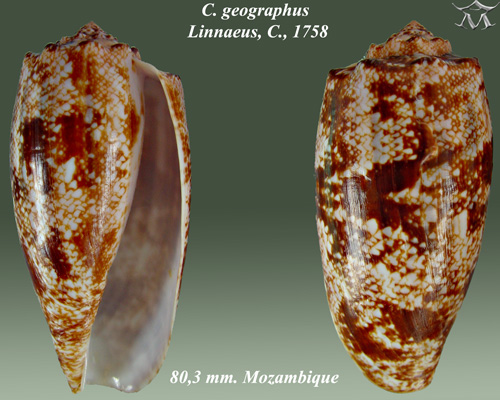